# باريس تورز 1925
باريس تورز 1925 هو سباق دراجات هوائية، وهو الموسم رقم 20 من باريس تورز، وأقيم في 1925.
فاز بالمركز الأول Denis Verschueren ‏، وبالمركز الثاني August Mortelmans ‏، وبالمركز الثالث Jean Hillarion ‏.

## الفائزون
| الترتيب | الفائز             |
| ------- | ------------------ |
| الفائز  | Denis Verschueren ‏ |
| الثاني  | August Mortelmans ‏ |
| الثالث  | Jean Hillarion ‏    |